# Babylon (песня Faster Pussycat)
«Babylon» (в переводе с англ. — «Вавилон») — песня американской слиз-рок-группы Faster Pussycat, вошедшая в их дебютный альбом 1987 года Faster Pussycat, а также выпущенная в том же году в качестве сингла.

## Обзор
«Babylon», написанная Тэйми Дауном и Грегом Стиллом, является самой необычной песней с альбома и представляет собой несерьёзную композицию в стиле Beastie Boys с обильным использованием семплов слова «Pussycat», произнесённого Дауном, и выкрикнутого остальными участниками группы «Shut up». В первом куплете упоминается британский поп-дуэт Wham! («And tourist started screamin' "Hey, ain't you that guy in Wham?"»), на момент выпуска альбома уже распавшийся.
Скрэтчинг на песне исполнил Рики Рахтмен, являющийся совместно с Дауном владельцем клуба Cathouse, а в будущем ставший ви-джеем программы Headbangers Ball. В качестве приглашённого гитариста принял участие Митч Перри. Хотя на «Babylon» и не было снято видеоклипа, она является одной из любимых песен у фанатов группы и её концертное исполнение выходило дважды: в составе мини-альбома Live and Rare (1990) и концертного альбома Front Row for the Donkey Show (2009).
Би-сайдом к синглу была выбрана написанная Дауном и Маскатом песня «Smash Alley», рассказывающая о жизни подростков на улицах Лос-Анджелеса и о подстерегающей их опасности.
Новая версия «Smash Alley» вышла на ремикс-альбоме 2001 года Between the Valley of the Ultra Pussy.
Обложку сингла нарисовал художник Мик Уилмот, в будущем создавший обложку альбома Acid Eaters панк-группы Ramones. На обложке изображён кот в кепке с нацарапанной на ней фразой «Shut up», крутящий (скрэтч) пластинку, на которой пытаются удержаться три мышонка, одетые в стиле рэп-группы Beastie Boys. На заднем плане изображены голливудские холмы со знаком Babylon, стилизованным под Знак Голливуда.

### Список композиций
7": Elektra – 7-69413 
1. «Babylon» — 3:14
2. «Smash Alley» — 3:28

### Участники записи
- Тэйми Даун — вокал
- Грег Стил — гитара, бэк-вокал
- Брет Маскат — гитара, бэк-вокал
- Эрик Стэйси — бас-гитара, бэк-вокал
- Марк Майклс — ударные

Дополнительные музыканты
- Рики Рахтмен — скретчинг на «Babylon»[2]
- Митч Перри — гитара на «Babylon»

## Версия Backyard Babies
В 1998 году шведская глэм-панк-группа Backyard Babies записала кавер-версию песни для обратной стороны своего сингла «(Is It) Still Alright to Smile?». В записи «Babylon» приняли участие вокалист/гитарист британской группы The Wildhearts Джинджер, сыгравший на гитаре и выступивший бэк-вокалистом, а также DJ Champain исполнивший скретчинг.
В 1999 году «Babylon» вышла в качестве самостоятельного сингла. Шведская версия была издана на 12” виниле тиражом в тысячу экземпляров и включала в качестве би-сайда «Babylon (Idiot fo' Life Remix)», выполненный DJ Champain и Yod, а также постер. В марте 1999 года была издана британская версия сингла, которая вышла на семидюймовом виниле тиражом в тысячу экземпляров и продавалась во время британского весеннего тура Backyard Babies. Би-сайдом к ней стала песня «Stars». В песне «Stars» упоминаются панк-музыканты оказавшие влияние на Backyard Babies. Среди них Игги Поп, Джонни Тандерс (New York Dolls), Сид Вишес (Sex Pistols), а также нелестно поётся про вокалиста Guns N’ Roses Эксла Роуза («I do like flowers but I don't like Mr. Rose/If Mr. Rose was a flower I'd put a bullet up his nose»).
«Babylon» вошла в мини-альбом 1998 года Safety Pin & Leopoard Skin, а в 2001 году вместе с концертной версией «Stars» в сборник Independent Days, состоящий из материала 1997—1998 годов. Также, вместе с обоими би-сайдами она вошла в бокс-сет 2009 года Them XX, содержащий различные раритетные записи группы.

### Список композиций
7": Coalition Recordings – COLA 073, MVG Records – COLA 073 
1. «Babylon» — 3:00
2. «Stars» — 2:21

12": Pastor BYBS-1
1. «Babylon» — 3:00
2. «Babylon (Idiot fo' Life Remix)» — 3:18

### В записи участвовали
- Нике Борг — вокал, ритм-гитара
- Дреген — лид-гитара, бэк-вокал
- Йохан Блумквист — бас-гитара
- Педер Карлссон — барабаны, бэк-вокал

Приглашённые музыканты
- Джинджер — вокал, гитара на «Babylon»
- DJ Champain — скретч на «Babylon»